# Zabriskie Point

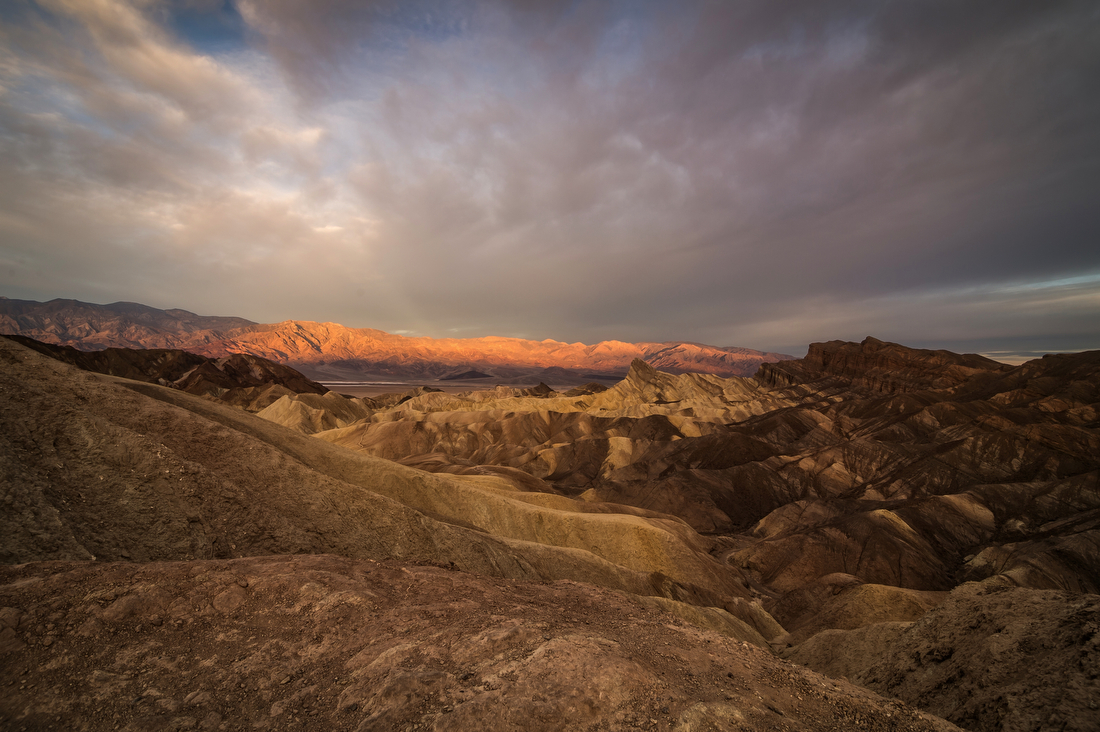
Sonnenaufgang am Zabriskie Point

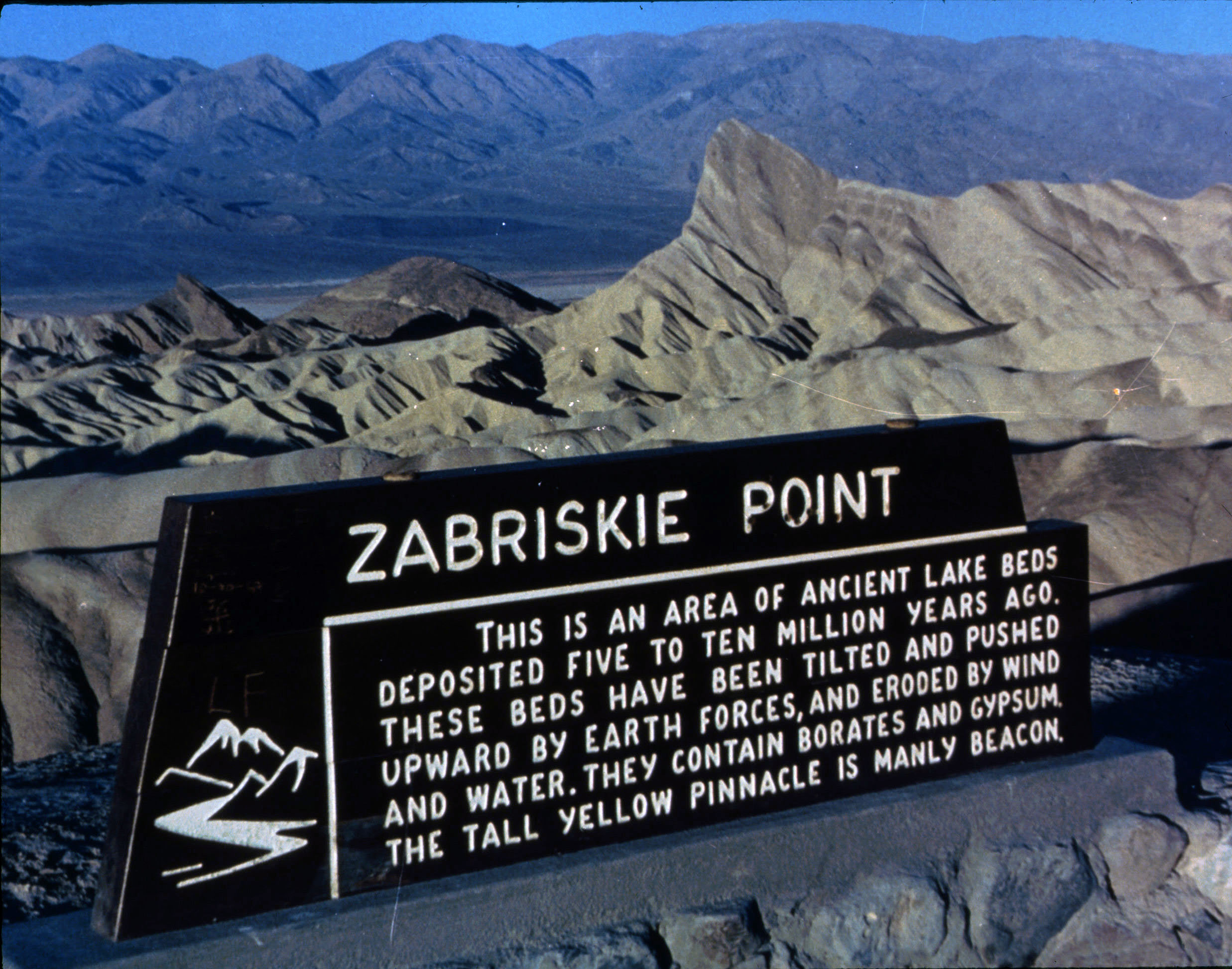
Informationsschild am Zabriskie Point

Der Zabriskie Point ist ein Aussichtspunkt im Gebiet des Gebirgszugs der Amargosa Range im Death-Valley-Nationalpark, der für seine bizarren Erosionslandschaften um den ehemaligen Lake Manly bekannt ist. Er wurde zu Beginn des 20. Jahrhunderts nach Christian Brevoort Zabriskie aus Wyoming benannt, dem Vizepräsidenten und Geschäftsführer der Pacific Coast Borax Company, die mit dem Boraxabbau in dem Gebiet beauftragt war.
Die Gesteinsformationen, auf die man von diesem Punkt sieht, sind die Sedimente des ehemaligen Furnace Creek Lake, der vor fünf Millionen Jahren ausgetrocknet ist.

## Referenzen
Der Aussichtspunkt und die davor liegende Landschaft wurden durch Michelangelo Antonionis Film Zabriskie Point von 1970 bekannt, der Musik der britischen Band Pink Floyd beinhaltet. Das Foto, das für das Cover des Albums The Joshua Tree der irischen Band U2 verwendet wurde, wurde ebenfalls hier aufgenommen.